# You Are a Tourist
«You Are a Tourist» es una canción de la banda estadounidense de rock indie Death Cab for Cutie. Fue lanzado en marzo de 2011 como el primer sencillo de su álbum Codes and Keys. El sencillo lideró la lista del Alternative Songs de la revista Billboard en la semana del 9 de julio de 2011, convirtiéndose en el primero sencillo de la banda en lograr dicha condición.
El video musical fue dirigido por Tim Nackashi.

## Lista de canciones
CD Promo
1. You Are A Tourist (Radio Edit) – 3:57
2. You Are A Tourist (Álbum Versión) – 4:46

## Posicionamiento en listas
| Lista (2011)                            | Mejor posición |
| --------------------------------------- | -------------- |
| Estados Unidos (Bubbling Under Hot 100) | 1              |
| Estados Unidos (Alternative Songs)      | 1              |
| Estados Unidos (Rock Songs)             | 3              |
| Estados Unidos (Heatseekers Songs)      | 13             |
| Japón (Japan Hot 100)                   | 60             |

### Sucesión en listas
| Anterior: «Pumped Up Kicks» de Foster the People | Alternative Songs — Sencillo Nro 1 9 de julio de 2011 — 15 de julio de 2011 | Siguiente: «Pumped Up Kicks» de Foster the People |